# Beleg van Maastricht (1303)
Het Beleg van Maastricht van 1303, ook wel Beleg van Wyck genoemd, was een mislukte belegering van het op de rechter Maasoever gelegen stadsdeel Wyck van de tweeherige stad Maastricht door een legermacht van de prins-bisschop van Luik, aangevoerd door diens broers. De belegering in mei 1303 was onderdeel van de Luiks-Brabantse oorlogen.

## Voorgeschiedenis
Al sinds de vroege middeleeuwen waren de burgers van Maastricht verdeeld in twee nationaliteiten, nativiteiten of familiae genoemd: de familia sancte Marie sanctique Lamberti en de familia sancti Servatii, meestal simpelweg aangeduid als "die van Lambertus" en "die van Servaas", later ook wel Luikse en Brabantse nativiteit genoemd. De tweedeling ging terug op de twee oerparochies waaruit Maastricht ontstaan was: de parochie van Onze-Lieve-Vrouwe rondom de Onze-Lieve-Vrouwekerk en de parochie van Sint-Servaas rondom de Sint-Servaaskerk.
Nadat de zetel van het bisdom in de 8e of 9e eeuw van Maastricht naar Luik was overgeplaatst, behielden de Luikse bisschoppen een zekere macht over de parochianen van de voormalige bisschopskerk. De Sint-Servaaskerk en de daaraan verbonden abdij (later kapittel van Sint-Servaas) raakten steeds meer onder de invloed van de Rooms-Duitse koningen en keizers. Rond 1200 werd de band tussen de Duitse koning en Maastricht losser, mede door de opkomst van Brabant als regionale macht. De Brabantse hertogen namen vanaf 1204 de plaats in van de Duitse koningen in het Maastrichtse condominium. In 1284 werd de tweeherigheid van Maastricht vastgelegd in een constitutioneel verdrag, de Alde Caerte, in 1356 aangevuld met de Doghter Caerte.
De Luiks-Brabantse oorlogen (1204-1378) waren een gevolg van het Luikse verzet tegen de Brabantse expansiepolitiek. De oorlogen, begonnen met het beleg van Maastricht (1204), vielen deels samen met de Limburgse Successieoorlogen (eind 13e eeuw) en de Loonse Successieoorlogen (midden 14e eeuw), waarin zowel Brabant als Luik belangrijke gebieden aan hun territorium wisten toe te voegen, maar waaruit Brabant toch als de belangrijkste regionale macht in het Maasland tevoorschijn kwam.
In 1296 brak in Luik de Awans- en Warouxoorlog uit, een burgeroorlog die vooral in de Luiks-Loonse Haspengouw werd uitgevochten. In hetzelfde jaar 1296 kwamen de Luikse burgers van Maastricht in opstand omdat ze zich achtergesteld voelden door de Brabantse schout en schepenen in hun stad. Omdat ze in de minderheid waren, werden de Luikenaren bij straatgevechten door hun Brabantse stadgenoten verslagen, waarna ze gedwongen werden de eed van trouw aan de hertog van Brabant af te leggen. Daarop sloeg prins-bisschop Hugo van Chalon in 1297 het beleg om Maastricht, dat hij al na korte tijd moest opbreken. Het geschil werd vervolgens door scheidsrechters beslecht, waarbij werd bepaald dat Maastricht, Wyck en de omringende dorpen Brabants gebied waren met uitzondering van het "erfgoed van Sint-Lambertus" (de Onze-Lieve-Vrouweparochie) en Sint Pieter. Dit verdrag, waarvan de exacte tekst onbekend is, werd door de Luikse Maastrichtenaren als een nederlaag ervaren.
In 1302, na het overlijden van Adolf van Waldeck, werd Theobald van Bar gekozen tot prins-bisschop van Luik. Deze Theobald, zoon van Theobald II van Bar, graaf van Bar, had vijf broers, waarvan enkelen een rol zouden spelen bij het beleg van Maastricht van 1303. Een oudere broer, Reinald van Bar, werd in 1302 door de paus benoemd tot bisschop van Metz. Nog in hetzelfde jaar sneuvelde de oudste broer, Hendrik III van Bar, waarna Reinald optrad als regent voor diens minderjarige zoon, Eduard I van Bar. Terwijl Theobald zich nog aan het pauselijk hof te Rome bevond, laaide de strijd met Brabant weer op. Het kapittel van de Sint-Lambertuskathedraal vroeg de broer van de bisschop, Jan van Bar, heer van Puisaye (Bourgondië), als beschermheer op te treden. Deze trok vervolgens, samen met zijn broer Pieter, heer van Pierrefort, op naar Maastricht.

## Het beleg

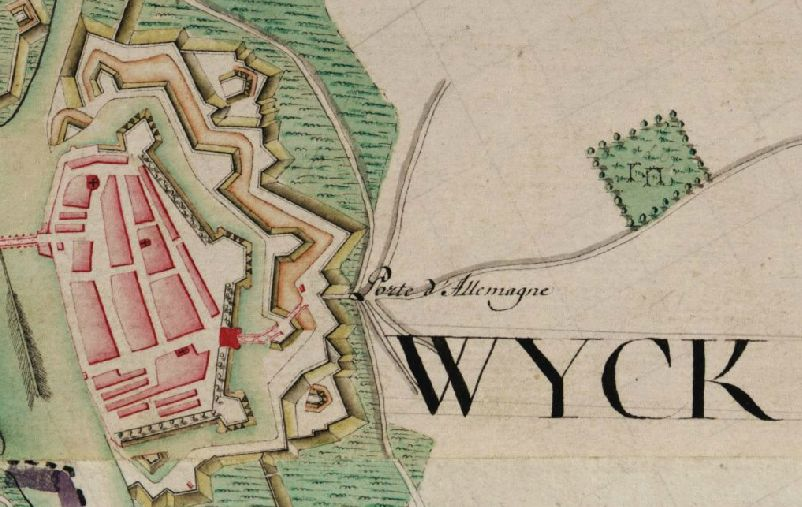
Wyck in de 18e eeuw. De buitenwerken waren er in 1303 nog niet, de stadsmuur wel

In mei 1303 omsingelden Luikse troepen onder leiding van Jan van Bar het stadsdeel Wyck. Zodra de Brabantse hertog Jan II dit vernam, stuurde hij een aantal ridders, waaronder Hendrik van Cuyk en zijn zoon Albert van Cuijk. Daarop vroeg Jan van Bar op zijn beurt versterking van zijn broer Pieter van Bar.
Het feit dat Wyck werd uitgekozen voor de belegering, zou erop kunnen duiden dat het conflict zich had toegespitst op de staatkundige positie van Wyck. Het zou ook kunnen wijzen op een beperkte belegeringsmacht, waardoor het veel kleinere oostelijke stadsdeel eenvoudiger omsingeld kon worden. Wellicht was Wyck in die tijd minder goed beveiligd dan het andere stadsdeel op de linker Maasoever, waardoor het een makkelijke prooi leek, hoewel men uit de beschrijving van de tijdgenoten Jan van Warnant en Jan van Hocsem de indruk krijgt dat de muren zeer sterk, de torens enorm hoog en de gracht verschrikkelijk diep was. Dat Wyck in 1303 ommuurd was, moge tevens blijken uit het feit dat de Van Bars er niet in slaagden om het in te nemen.
Hendrik van Cuijk onderscheidde zich in de strijd, maar raakte zwaargewond en stierf later aan de gevolgen daarvan. Pieter van Bar werd gevangengenomen door Jan van Rivieren (of zijn zoon Karel), heren van Neerlinter en trouwe vazallen van de Brabantse hertog, waarna Jan van Bar het beleg opgaf. Hoelang het beleg geduurd heeft, is niet bekend, maar het was in elk geval afgelopen toen bisschop Theobald van Bar rond Allerheiligen 1303 terugkeerde uit Rome. De strijd tegen Brabant verplaatste zich nog datzelfde jaar naar de Haspengouw, waar enkele dorpen nabij Hollogne-sur-Geer in brand werden gestoken.

## Gevolgen van het beleg
Maastricht werd vanwege haar moedig verzet door de hertog beloond met tolvrijheid in heel Brabant, een belangrijke impuls voor de handel in de Maasstad. Maastricht bleef ook na 1303 stevig in handen van de Brabantse hertogen, hoewel de bisschop van Luik wel als medeheer getolereerd werd. De oorlog tussen Luik en Brabant ging nog vele jaren door, evenals de burgeroorlog tussen de Awans en de Waroux.